# Nicolae Guță
Nicolae Guță (właśc. Nicolae Linguraru, ur. 3 grudnia 1967 r. w Aninoasa, w okręgu Hunedoara w Rumunii) – obok Adriana Copilul Minune jeden z najpopularniejszych piosenkarzy manele.

## Przebieg kariery
Nicolae Guță pracował na kolei, wpierw przy łopacie, potem przez osiem lat jako spawacz-monter. Po upadku komunizmu w 1989 roku porzucił swoje dotychczasowe zajęcie na rzecz kariery muzycznej. Debiutował występami w restauracjach i pubach Timișoary i Petroszany, na imprezach rocznicowych i weselach zaczynając jako wokalista i akordeonista.
Szybko związał się z kwitnącą w owym czasie sceną manele, stając się jednym z czołowych wykonawców tego gatunku. Swój debiutancki album wydał w 1992 r., dwa lata później wydał pierwszy przebój głównego nurtu – „De când te iubesc pe tine” (w ang. „Since I’ve Been Loving You”). Jego pierwszy album został wydany za granicą, we Francji w 1996 r. Wylansował wiele popularnych utworów, w tym m.in. wielki przebój Aș renunta. Rumuńscy krytycy muzyczni bojkotują jego twórczość uważając ją za prymitywną jak całe zjawisko manele.